# AS Central Sport
La Association Sportive Central Sport es un club de fútbol de la ciudad de Papeete, en la Polinesia Francesa. El club fue fundado en 1951 y es el más exitoso del fútbol tahitiano, con 21 títulos de Primera División y 18 en la Copa de Tahití.

## Palmarés
- Primera División (21): 1955, 1958, 1962, 1963, 1964, 1965, 1966, 1967, 1972, 1973, 1974, 1975, 1976, 1977, 1978, 1979, 1981, 1982, 1983, 1985, 2018.
- Copa de Tahití (18): 1950, 1953, 1954, 1957, 1961, 1962, 1966, 1967, 1972, 1973, 1975, 1976, 1977, 1979, 1981, 1983, 1988, 1995.
- Supercopa de Tahití (1): 2018.